# Scribonius Largus
Pour l’article homonyme, voir Scribonius.
Scribonius Largus (ca. 1 – ca. 50) était un médecin à la cour de l’empereur romain Claude (41-54). Il est connu pour son recueil de remèdes, utilisés jusqu'au XVIIe siècle, et dont la préface pose les bases d'une éthique de la prescription médicale, inspirée du Serment d'Hippocrate.
L'ouvrage mentionne aussi une première utilisation médicale de l'électricité par poisson torpille.

## Éléments biographiques
Le peu d'éléments dont on dispose concernant la vie de Scribonius Largus proviennent essentiellement de ses propres écrits. Curieusement, son contemporain Pline l'Ancien ignore son existence puisqu'il pense être le premier à évoquer l'art médical en latin (Histoire naturelle, XXIX, 1), ceci semble indiquer que le texte de Scribonius a peu circulé dans le monde latin. Mais il est cité par Galien et des compilations de l'époque médiévale.  
Il fait partie de la gens Scribonia, probablement un affranchi ou un fils d'affranchi, comme très souvent ceux qui ont  exercé la médecine à Rome. Il porterait alors le gentilice de son maître. Mais un statut de citoyen n'est pas à exclure.  
Ses maîtres sont Apuleius Celsus de Centuripe et Tryphon l'ancien, fameux médecin chirurgus évoqué par Aulus Cornelius Celsus, dit Celse (De medicina, livre VII, préface), son co-disciple Vettius Valens, le médecin de l'impératrice Messaline. D'origine sicilienne et formé dans la tradition empirique, probablement bilingue en latin et en grec, il est recommandé à la cour de l'empereur Claude (41-54) par Calliste, un esclave affranchi influent. 
Il a de hautes relations, donnant des détails sur les médicaments et produits utilisés par Octavie, sœur d'Auguste, par Messaline, Auguste, Tibère et les parents de Claude. Il a pu entretenir des liens avec des proches de ces grands personnages, mais n'appartient pas à la cour impériale. Il reconnaît qu'il jouit d'un grand renom, mais garde la confidentialité sur sa clientèle probablement fameuse. 
Scribonius Largus suit l'empereur Claude pendant sa campagne britannique. On ne sait pas s'il était là en tant que médecin des armées, avec un contrat de service court, ou en tant que médecin privé d'un grand personnage.

## Œuvre

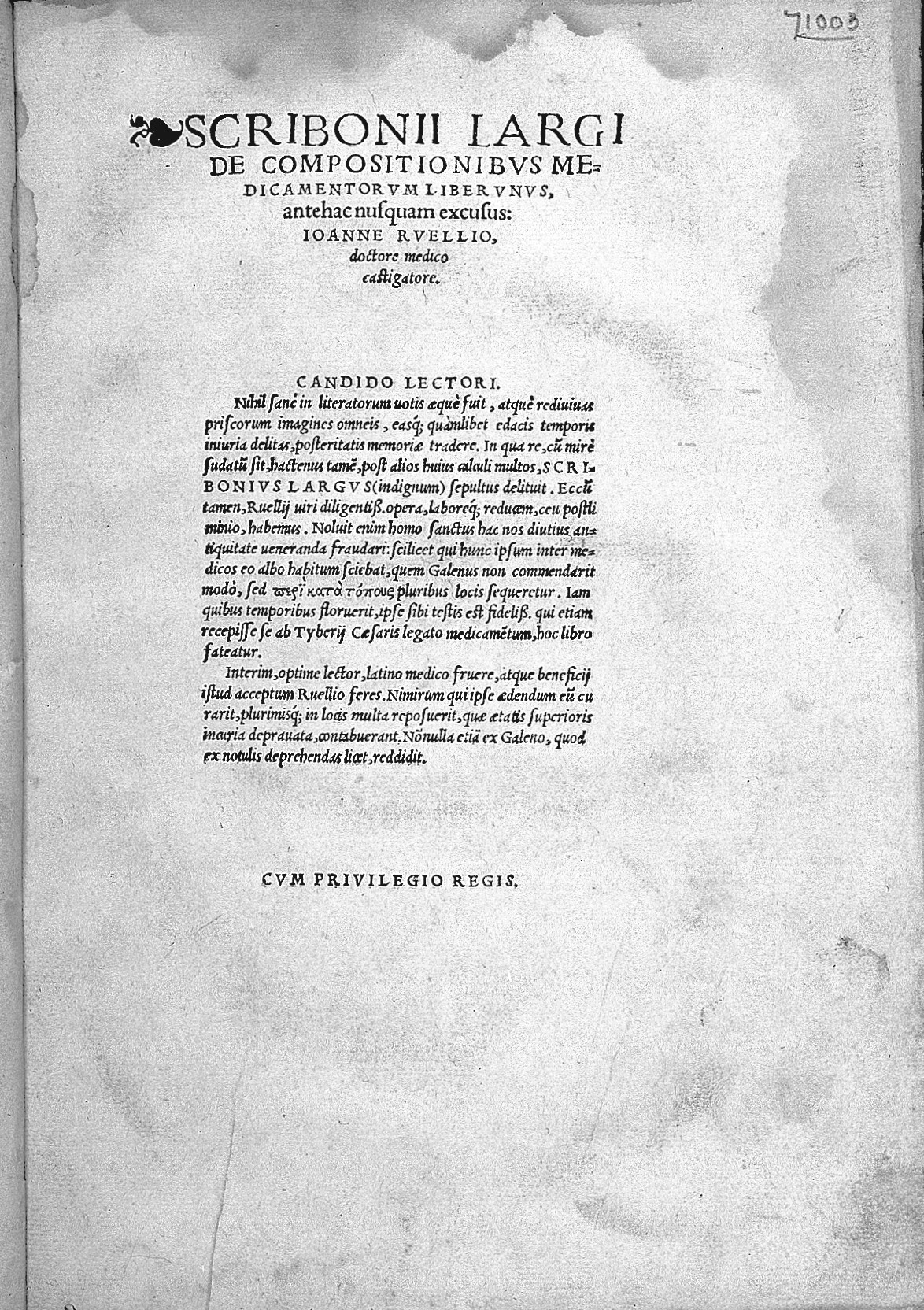
Page de titre de Compositiones, édition de 1528.

Nous ne connaissons de lui que les Compositions, mais il a probablement écrit d’autres ouvrages, peut-être même en grec. Cet ouvrage rédigé vers 47 est dédié à Calliste. Avec un style sans prétention, il contient beaucoup d’éléments de la langue parlée de l'époque. 
Il s'agit d'un recueil de formules pharmaceutiques et de remèdes traditionnels, dont les 271 prescriptions sont pour la plupart de son invention, bien qu’il ait reconnu sa dette envers son maître, ses amis et les écrits d’éminents médecins.
Après les conquêtes de l'Asie Mineure et de l'Égypte, de nouvelles drogues, orientales et exotiques, sont importées à Rome. Poisons et venins deviennent à la mode, donnant lieu à des synthèses toxicologiques, comme celle de Scribonius Largus.

### Préface
C'est la partie la plus significative, retenue par les historiens modernes. Scribonius s'affirme comme l'héritier de la déontologie hippocratique. Il établit les règles éthiques de la prescription médicale. 
Dans un monde où la crainte des poisons est répandue, il plaide en faveur des drogues. La médecine doit utiliser toutes celles qui peuvent apporter un secours, car la médecine est l'art de soigner et non de nuire (scientia sanandi, non nocendi). La prescription médicale est régie par deux vertus, humanitas et misericordia.
Pour Scribonius, la médecine est une unité, il ne saurait y avoir une chirurgie sans diététique et vice-versa. Le médecin doit avoir la connaissance des drogues afin de ne pas trahir sa professio, au sens de « profession de foi » par allégeance au Serment d'Hippocrate qu'il transpose dans un contexte spécifiquement latin.
Scribonius cherche aussi à se distinguer des droguistes ou pharmacopolae, qu'il considère comme éloignés des idéaux de la vertu, en adoptant envers eux un ton condescendant, voire méprisant. Ainsi, derrière la prétention éthique, Vivian Nutton distingue les contours d'une querelle interprofessionnelle.

### Contenu
Les 271 recettes sont divisées en trois sections principales. La première, la plus importante (1-162), est organisée selon les maladies, classées de la tête aux pieds. La section deux (163-199) est une liste de 37 antidotes contre les poisons, morsures et piqûres. La section trois (200-271) traite des emplâtres, pansements et baumes, utilisés par les chirurgiens, soit la pharmacologie.

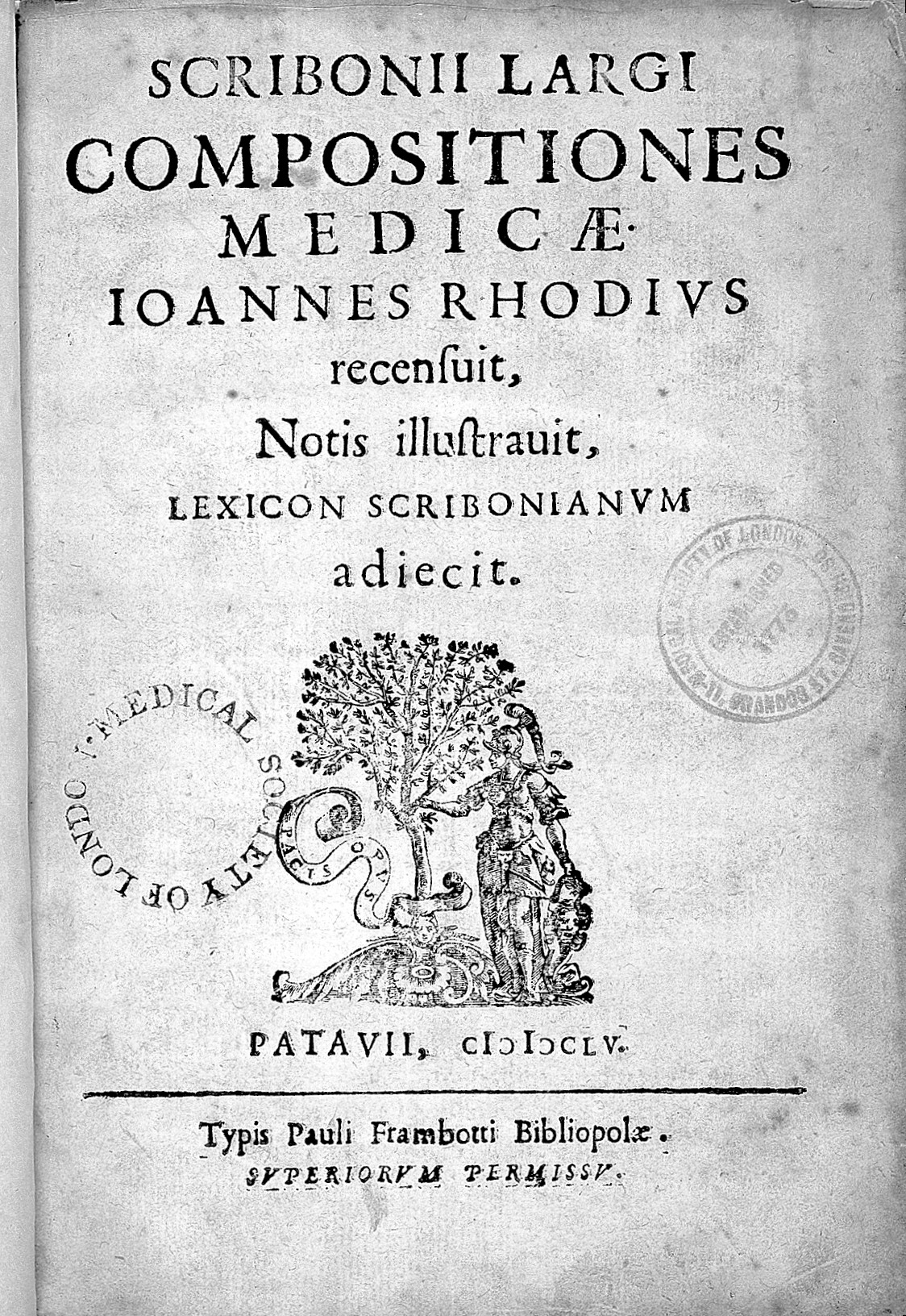
Page de titre de Compositiones, édition de 1655.

Il mentionne 249 substances végétales, 45 minérales et 36 animales, toutes provenant du bassin méditerranéen, du Proche-Orient ou d'Afrique via Alexandrie.
Parmi les prescriptions de Scribonius Largus, la plus célèbre est son traitement par l'électricité animale de la goutte et des maux de tête. Pour ces derniers, il plaçait un poisson torpille de Méditerranée – la raie électrique marbrée (Torpedo marmorata) ou la torpille noire (Torpedo nobiliana) – sur le front du patient entre les sourcils et laissait le poisson se décharger jusqu'à ce que « les sens du malade soient engourdis », d'où le nom de « torpeur » pour désigner cet état. Pour la goutte, le poisson vivant était placé sous les pieds du patient.
Beaucoup de ses recettes proviennent de sources faisant autorité, d'autres sont d'origine douteuse ou exotique. Il n'hésitait pas à acheter des recettes à des gens du peuple, afin de découvrir ce qui fonctionne. Entre autres, il recommande la pierre de bézoard contre les venins et morsures d'animaux enragés, les consultations des astres pour plus d'efficacité dans les potions, la salamandre contre le froid, le jus de mandragore. Il sait aussi condamner des remèdes qu'il qualifie de superstitieux, comme la cervelle de jeune cerf ou le sang de gladiateur contre l'épilepsie : pour lui ces pratiques sortent du cadre de la professio de la médecine.
La plupart des substances végétales employées par Scribonius ont des propriétés thérapeutiques et se retrouvent dans les herbiers modernes. Sa recette contre une angine prescrite pour la mère de l'empereur Claude ferait un bon analgésique. Ses dentifrices contiennent des abrasifs, des agents de blanchiment et du nard pour améliorer l'haleine.
Les prescriptions de Scribonius Largus  ont été suivies pendant tout le Moyen Age et généralement jusqu'en 1655.

### Transmission
La transmission des Compositions est variée. L'editio princeps est imprimée en 1528 par Jean du Rueil, Scribonius suivant le De la Médecine de Celse. C'est le seul témoin direct de la tradition manuscrite jusqu'à la découverte en 1974 d'un manuscrit, le codex Toletanus Capit. 98, 12. Pour la tradition directe, le texte est fidèle, mais est lacunaire aux compositions 166-170. 
La plus grande partie des Compositiones (1-162) fut reprise sans être citée dans un travail de Marcellus Empiricus datant des environs de  410, De Medicamentis Empiricis, Physicis, et Rationabilibus, qui est d'une grande valeur pour la compréhension du texte de Largus. 
La tradition indirecte compte également des excerpta, sept manuscrits de compilations médicales diverses, permettant de combler certaines lacunes.